# Hertog van Rothesay

Wapen van de hertog van Rothesay

Hertog van Rothesay (Engels: Duke of Rothesay) is een Schotse adellijke titel. 
De titel hertog van Rothesay werd gecreëerd in 1398 door Robert III voor zijn zoon David. De titel werd nadien steeds gereserveerd voor de zoon en vermoedelijke troonopvolger van de Schotse, later Britse, koning.

## Hertog van Rothesay (1398)
- David, zoon van Robert III (1398-1402)
- Jacobus, zoon van Robert III (1404-1406)
- Alexander, zoon van Jacobus I (1430)
- Jacobus, zoon van Jacobus I (1431-1437)
- Jacobus, zoon van Jacobus II (1452-1460)
- Jacobus, zoon van Jacobus III (1473-1488)
- Jacobus, zoon van Jacobus IV (1507-1508)
- Arthur, zoon van Jacobus IV (1509-1510)
- Jacobus, zoon van Jacobus IV (1512-1513)
- Jacobus, zoon van Jacobus V (1540-1541)
- Jacobus, zoon van Maria I (1566-1567)
- Hendrik Frederik, zoon van Jacobus VI (1594-1612)
- Karel, zoon van Jacobus VI (1612-1625)
- Karel Jacobus, zoon van Karel I (1629)
- Karel, zoon van Karel I (1630-1649)
- Jacobus Frans Eduard, zoon van Jacobus VII (1688-1702)
- George, zoon van George I (1714-1727)
- Frederik, zoon van George II (1727-1751)
- George, zoon van George III (1762-1820)
- Edward, zoon van Victoria (1841-1901)
- George, zoon van Edward VII (1901-1910)
- Edward, zoon van George V (1910-1936)
- Charles, zoon van Elizabeth II (1952-2022)
- William, zoon van Charles III (2022-heden)